# Argetoaia
Argetoaia è un comune della Romania di 4 711 abitanti, ubicato nel distretto di Dolj, nella regione storica dell'Oltenia.
Il comune è formato dall'unione di 12 villaggi: Argetoaia, Băranu, Berbeșu, Iordăchești, Leordoasa, Malumnic, Novac, Piria, Poiana Fântânii, Salcia, Teascu din Deal, Ursoaia.